# Otto Witte
Pour les articles homonymes, voir Witte.
 (mars 2008).
Si vous disposez d'ouvrages ou d'articles de référence ou si vous connaissez des sites web de qualité traitant du thème abordé ici, merci de compléter l'article en donnant les références utiles à sa vérifiabilité et en les liant à la section « Notes et références ».
Otto Witte (16 octobre 1872 - 13 août 1958) est un clown (et escroc) allemand qui prétendait avoir été proclamé Otto Ier roi d'Albanie le 13 août 1913 (ou en février) pendant quelques jours, à la suite d'une imposture.

## Biographie
Otto Witte naquit à Düsseldorf en 1872.
Il n'apprit jamais à écrire et ne pouvait lire qu'avec difficulté.
Dès l'âge de huit ans, il gagna sa vie en tant que forain et illusionniste (il était notamment la « victime » dans un tour de magie où l'on faisait semblant de lui couper la tête avec une scie). 
Il enchaîna les petits boulots plus ou moins légaux. Il loua ses services notamment en tant qu'artiste peintre, ouvrier en bâtiment, équarrisseur, hôtelier, captureur d'animaux, scaphandrier aux Indes, avant d'être légionnaire dans l'armée turque.
Purgeant une peine pour escroquerie, Otto Witte rencontra son complice et compatriote Max Schlepsig dans une prison de Barcelone. S'évadant ensemble (en soudoyant les gardiens), ils parcoururent l'Europe dans un cirque, le premier en tant que clown, le second en tant qu'avaleur de sabres. 
De retour en Europe, ils continuèrent leurs méfaits. Ils vendirent notamment un faux de La Joconde, volée en 1911 au musée du Louvre.
La réputation d'Otto Witte se répandant, on lui prêta également certains actes non sourcés. À Addis-Abeba, il aurait enlevé une princesse éthiopienne. De même, il aurait travaillé à Istanbul pour les services secrets allemands.

## Le couronnement

### Contexte
L'Albanie venait de se déclarer indépendante en 1912. Voyant que les grandes puissances européennes, à majorité chrétienne, voulaient leur choisir un roi, les Albanais, dirigés provisoirement par le général Essad Pacha, demandèrent au neveu du sultan de l'Empire ottoman, Halim Eddine, de devenir leur premier roi musulman.

### L'imposture
Les deux complices se rendent compte que Witte ressemble beaucoup au neveu du sultan : il lui suffit de se teindre les cheveux et de se mettre une fausse moustache, ainsi que d'acheter un costume d'apparat. Faisant envoyer un télégramme « Prince Halim Eddine arrive », ils vont débarquer à Tirana en tant que prince et homme de confiance le 8 août 1913. 
Le 9 août, Witte fait un discours dans lequel il affirme successivement qu'il accepte le trône, qu'il déclare la guerre au Monténégro et que les femmes de son harem seront constituées de filles du peuple. 
Il est couronné le 13 août. Dans la journée, il distribue le trésor royal sur lequel il a fait main basse. Le soir, de retour dans ses quartiers, il sélectionne son harem.
La nuit du 15, le général Essad Pacha reçoit un télégramme du vrai prince, qui s'étonne d'apprendre qu'il vient d'être couronné.
Le général accourt avec une troupe de soldats dans le harem. Mais Witte, rusé, déclare avec aplomb que le général tente de faire un coup d'État. Les soldats, qui venaient d'être payés par le roi, lui obéissent et enferment le général.
Sachant que le vent a tourné, les imposteurs s'enfuient avec une bonne partie du trésor royal. Ils sont aidés par les femmes du harem qui les déguisent en musulmanes. Ces complices, ayant été promues de filles du peuple à femmes du harem royal, leur sont restées fidèles.  
Ils s'enfuient donc au petit matin du 16 jusqu'en Italie. Une fois le trésor royal écoulé, ils reprirent leurs activités de cirque sans être inquiétés.
La réalité de ces faits n'a pas été établie, il est probable qu'il s'agisse d'une affabulation.

## Suites de l'imposture
De retour en Allemagne, il parada dans son uniforme de fantaisie sur la Rummelplatz  en tant que roi d'Albanie. Il se fit souvent prendre en photo ainsi. Sa carte d'identité portait même la mention d'ancien roi d'Albanie. 
En 1939, il publia son autobiographie titrée Cinq jours roi d'Albanie (les cinq jours au lieu de trois feraient peut-être référence au fait que le vrai prince n'est apparu que 5 jours après son couronnement).
Il vécut ensuite en Rhénanie et en Hesse. 
Après la guerre, en 1946, il s'installa à Berlin où il résida dans le quartier de Pankow puis celui de Wedding et exploita « un commerce d'occasion ». En 1950, il se retira à Hambourg chez sa fille.
En 1956, lorsque le prince Rainier III de Monaco épousa l'actrice américaine Grace Kelly, Otto Witte se plaignit à la chancellerie de la Principauté de ne pas avoir été invité en tant qu'ancienne tête couronnée. 
Il mourut à Hambourg à l'âge de 86 ans, le 13 août 1958, soit 45 ans jour pour jour après son couronnement. 
Sur sa pierre tombale est inscrite la mention suivante : « Ancien roi d'Albanie ».